# 楊氏深海電鰩
楊氏深海電鰩（學名：Benthobatis yangi），又名楊氏深海電鱝、電魴、雷魚，為軟骨魚綱電鱝目雙鰭電鱝科深海電鰩屬下的一个种，被IUCN列為易危保育類動物，分布於西北太平洋台灣海域，屬特有種，是以台灣水產試驗所魚類分類學者楊鴻嘉先先生之姓命名。深度可達300公尺，本魚背側和腹側表面均為深棕色至紫黑色，腹側有不規則的白色斑點，鼻部狹窄，口相對較小，下顎細長，氣孔小，鰓縫非常窄，第二背鰭比第一背鰭稍大，前緣較傾斜，先端寬圓，後緣凸出，尾鰭較低，相對較長，體長可達21.5公分，棲息在大陸坡沙泥底質海域，為深海底棲性魚類，屬肉食性，以多毛類為食，生活習性不明。